# Marchese di Montemuros
Il titolo di Marchese di Montemuros fu un titolo nobiliare creato e concesso nel 1766, da Carlo Emanuele III di Savoia, re di Sardegna, per don Pietro Martinez, già barone di Muros. I Martinez di Montemuros rivestirono un ruolo di rilievo nel panorama politico della Sardegna del settecento ed alcuni esponenti della famiglia ricoprirono importanti incarichi, quale Colonnello di fanteria delle Regie Armate, Censore del Comune di Sassari e di Capo del Consiglio Civico dello stesso Comune.
Il titolo marchionale si estinse nel 1928 con la morte senza eredi del settimo marchese di Montemuros, don Pietro Martinez Cugia. 

## Stemma
Sono diverse le raffigurazioni dello stemma della Famiglia Martinez di Montemuros giunte sino a noi. Durante alcuni interventi di messa in sicurezza dell'asilo sito in Piazza Repubblica, a Muros, venne rinvenuta una lastra marmorea opistografa raffigurante su un lato lo stemma della famiglia e, sull'altro, una iscrizione ancora da decifrare nella sua totalità. Araldicamente lo stemma è così descritto: "Spaccato; nel 1° d'azzurro, all'agnello pasquale, drajato, d'argento, la testa di fronte, la banderuola di rosso; nel 2° di rosso, a tre foglie di fico al naturale, moventi, divergendo coi gambi, dalla punta dello scudo.".
Un'altra rappresentazione dello stemma della famiglia Martinez si trova in una lapide marmorea custodita a Porto Torres, ed è stata di recente ricondotta ai Martinez: don Giovanni Battista Martinez, sesto marchese, infatti, a seguito della nomina da parte del comune di Sassari di "capitano del porto", trasferì la propria dimora a Porto Torres, nella "casa di San Gavino"

## Elenco dei marchesi di Montemuros
- Pietro Martinez Farina, 1º marchese di Montemuros (nato nel 1712) sposa Maria Angela Paliacho marchesa della Planargia;
- Antonio Ignazio Martinez Paliacho, 2º marchese di Montemuros (nato nel1751), sposa Luigia Ledà contessa d'Ittiri;
- Pietro Martinez Quesada, 3º marchese di Montemuros (nato nel 1781), nipote di quest'ultimo e figlio di Giovanni Battista, sposa in prime nozze Vittoria Solaro e in seconde nozze Lucia Carrucciu;
- Ignazio Martinez Solaro, 4º marchese di Montemuros (nato nel 1813), figlio del primo matrimonio di quest'ultimo, celibe;
- Giuseppe Martinez Solaro, 5 marchese di Montemuros (nato nel 1815), fratello di quest'ultimo, sposa Maria Giuseppina Berlinguer;
- Giovanni Battista Martinez Solaro, 6º marchese di Montemuros (nato nel 1816), fratello di quest'ultimo, sposa in prime nozze Caterina Satta e in seconde nozze Raffaella Cugia marchesa di Sant'Orsola;
- Pietro Martinez Cugia, 7º marchese di Montemuros (nato nel 1856), figlio del secondo matrimonio di quest'ultimo, sposa Luisa Angela Rosa Volpi Arcamone, morti senza eredi.

La famiglia Martinez di Montemuros, nel tempo, ha contribuito in maniera cospicua alla fondazione e alla crescita di numerosi istituti pii per i poveri e ospedali tra i quali l'Istituto "Figlie di Maria" all'epoca orfanotrofio per sole donne, e l'ex ospedale civile in Piazza Fiume a Sassari, dove sono esposti busti e dipinti dei benefattori.